# Norbert Pohlmann

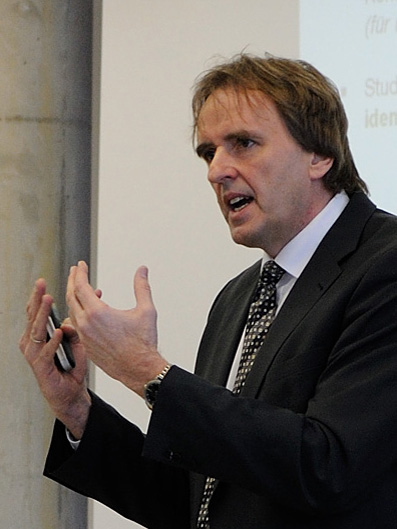
Norbert Pohlmann, 2012

Norbert Pohlmann (* 20. März 1960 in Ratingen) ist ein deutscher Informatiker und Professor an der Westfälischen Hochschule, Gelsenkirchen.

## Leben
Nach einer Ausbildung zum Energieanlagenelektroniker erwarb Pohlmann 1981 an der Fachoberschule für Elektrotechnik den Zugang zum Fachhochschulstudium und studierte von 1981 bis 1985 Elektrotechnik mit dem Schwerpunkt Informatik an der FH Aachen. Er schloss das Studium als Diplom-Ingenieur ab. Im Anschluss war er bis 1988 Forschungsingenieur und später Leiter des Labors für Telematik an der FH Aachen.
Von 1988 bis 1999 war Norbert Pohlmann geschäftsführender Gesellschafter der Firma KryptoKom, Gesellschaft für kryptographische Informationssicherheit und Kommunikationstechnologie mbH. Nach der Fusion der KryptoKom mit der Utimaco war er von 1999 bis 2003 Mitglied des Vorstandes der Utimaco Safeware AG.
Von 1997 bis 2001 absolvierte er ein Promotionsstudium an der Technischen Universität Nischni Nowgorod / Russland (NRW-Projekt). Das Thema der Dissertation lautete Capabilities and Limitations of Firewall Systems. Er erlangte als Abschluss die Promotion zum Kandidaten der technischen Wissenschaft (Dr. (TU NN)).
Norbert Pohlmann ist seit 2003 Informatikprofessor für Verteilte Systeme und Informationssicherheit im Fachbereich Informatik und Leiter des Instituts für Internet-Sicherheit an der Westfälischen Hochschule.
Seit April 1997 ist Pohlmann Vorstandsvorsitzender des IT-Sicherheitsverbandes TeleTrusT (Bundesverband IT-Sicherheit e.V.), der sich die Etablierung von vertrauenswürdigen IT-Systemen zur Aufgabe gemacht hat.
Er ist Mitinitiator und Vorsitzender des Programmkomitees der Information Security Solutions Europe-Konferenz (ISSE), die jährlich in unterschiedlichen europäischen Städten stattfindet.
Außerdem ist Pohlmann Mitglied des Vorstandes des eco-Verbandes (Verband der Internetwirtschaft e.V.) sowie Mitglied des wissenschaftlichen Beirates der GDD (Gesellschaft für Datenschutz und Datensicherung e.V.).
Zuvor war er 5 Jahre (2005 bis 2010) und dann 2½ Jahre (2020 bis 2023) Mitglied der Permanent Stakeholders’ Group der ENISA (European Network and Information Security Agency), die Sicherheitsagentur der europäischen Gemeinschaft.
Seit 2011 ist Pohlmann Mitglied im Lenkungskreis der Initiative „IT-Sicherheit in der Wirtschaft“ des Bundesministerium für Wirtschaft und Klimaschutz.
Im Sommersemester 2013 war Pohlmann Visiting Professor an der Stanford University.

## Auszeichnungen und Ehrungen
- Rudolf-Thoma-Preis des Verbands der deutschen Elektrotechniker (VDE) Aachen für den besten Studienabschluss des Jahrganges 1985
- 1997 Preis der Stadt Aachen für Innovation und Technologie 1997 für wissenschaftliche und unternehmerische Leistungen[4]
- 2011 Professor des Jahres, gewählt durch das Studentenmagazin Unicum[5]

## Werke
- Datenschutz – Sicherheit in öffentlichen Netzen, Hüthig Verlag, Heidelberg 1996, ISBN 978-3-7785-2506-7
- Firewall-Systeme – Sicherheit für Internet und Intranet, E-Mail-Security, Virtual Private Network, Intrusion Detection System, Personal Firewalls. MITP-Verlag, Bonn 2003, ISBN 3-8266-0988-3.
- Firewall Architecture for the Enterprise. John Wiley & Sons, Hoboken 2002, ISBN 0-7645-4926-X.
- Virtual Private Network (VPN). MITP-Verlag, Bonn 2003, ISBN 3-8266-0882-8.
- Der IT-Sicherheitsleitfaden. MITP-Verlag, Bonn 2006, ISBN 3-8266-1635-9.
- Sicher im Internet: Tipps und Tricks für das digitale Leben. Orell Füssli, Zürich 2010, ISBN 978-3-280-05381-2.
- Cyber-Sicherheit – Das Lehrbuch für Konzepte, Mechanismen, Architekturen und Eigenschaften von Cyber-Sicherheitssystemen in der Digitalisierung Springer-Vieweg Verlag, Wiesbaden 2022, ISBN 978-3-658-36242-3.